# John Satterthwaite (Bischof von Gibraltar)
John Richard Satterthwaite (* 17. November 1925 in Whicham, Cumberland; † 23. Mai 2014) war ein britischer anglikanischer Theologe. Er war Bischof von Fulham (1970–1980) und von 1980 bis 1993 Bischof der Diözese in Europa der Church of England.
Satterthwaite wurde als Sohn von William und Clare Satterthwaite geboren. Er war ein typischer Junge vom Land, der örtliche Schulen besuchte. Er ging auf die Millom Grammar School in Millom in der Grafschaft Cumbria und studierte später an der University of Leeds. Zur Vorbereitung auf das Priesteramt besuchte er das College of the Resurrection in Mirfield in der Grafschaft West Yorkshire. Seinen Kirchendienst als Priester begann er als Vikar (Curate) an der St Barnabas’s Church in Carlisle und an der St Michael Paternoster Royal Church in der City of London. Anschließend war er Gemeindepfarrer (Vicar) an der Guild Church in St Dunstan-in-the-West. Von 1955 bis 1970 arbeitete er im Dienst des Erzbischofs von Canterbury im Lambeth Palace. Er war Sekretär und später Generalsekretär des Council on Foreign Relations der Church of England. Er war 1967–1968 der erste gemeinsame Sekretär der Anglican–Roman Catholic International Commission (ARCIC) in der gemeinsamen Vorbereitungskommission.
1970 wurde er zum Bischof geweiht. Er war von 1970 bis 1980 Bischof von Fulham, und dabei als Suffraganbischof ohne eigene Diözese dem Bischof von London unterstellt. In seiner Funktion als Bischof von Fulham war Satterthwaite für die anglikanischen Gemeinden in Nord- und Zentraleuropa (Jurisdiction of North and Central Europe) zuständig. Sein offizieller Titel lautete „Bishop of Fulham and Gibraltar“. Im September 1973 weihte er, in seiner Zuständigkeit als Bischof von Fulham und Gibraltar, die neuerbaute Holy Trinity Church in Cannes.
1980, nach Errichtung der neuen Diözese in Europa (Diocese in Europe) wurde er Bishop in Europe mit dem offiziellen Titel „Bishop of Gibraltar in Europe“.
Am 30. September 1993 ging Satterthwaite als Bischof von Gibraltar in den Ruhestand. Sein Nachfolger als Bischof von Gibraltar wurde John William Hind. Seit seinem Ruhestand lebte er in Carlisle.